# Тищенко, Пётр Григорьевич
Пётр Григо́рьевич Ти́щенко (укр. Петро Григорович Тищенко; 10 января 1925, Запорожье, Украинская ССР, СССР — 27 июля 2012, Запорожье, Украина) — советский футболист и тренер, мастер спорта СССР (1952), Заслуженный тренер УССР.

## Футбольная биография

### Карьера игрока
В футбол начинал играть, принимая участие в дворовых баталиях, в родном Запорожье. С 1939 года стал играть в юношеской команде «Сталь», представлявшую завод «Запорожсталь». Во время Великой Отечественной войны провёл два года в оккупированном Запорожье. В 1943 году покинул город и перебравшись через линию фронта вступил в ряды Красной армии. Был разведчиком, участвовал в форсировании Днепра, в составе 464-го Запорожского стрелкового полка 78-й Запорожской стрелковой дивизии освобождал родное Запорожье. За проявленную отвагу и мужество, был награждён 15 боевыми наградами, в том числе орденами «Отечественной войны» 1 и 2 степени. Закончил службу в Болгарии, в составе 4 армейского механизированного корпуса 13-й гвардейской механизированной бригады, откуда и демобилизовался по ранению.
Вернувшись в Запорожье, стал игроком местного «Локомотива». В 1949 году команда была передана заводу «Запорожсталь» и с этого времени получила название «Металлург». Цепкий, быстрый защитник Тищенко, игравший так же в средней линии, являлся одним из лидеров коллектива. Вскоре игра талантливого футболиста привлекла внимание руководства киевского «Динамо» и в июне 1950 года, по распоряжению курировавшего динамовскую команду министра внутренних дел УССР Тимофея Строкача, Тищенко был переведён в Киев.
В свой первый сезон за клуб, возглавляемый Евгением Фокиным, Тищенко провёл в дублирующем составе, хотя и дебютировал в высшем эшелоне советского футбола, сыграв один матч. К следующему сезону команду готовил Олег Ошенков. В марте 1951 года, на предсезонных сборах в Сочи на игру левого защитника Тищенко обратил внимание наставник горьковского «Торпедо» Виктор Маслов и забрал его. Сезон 1951 года Тищенко играл стабильно в основном составе. Под конец чемпионата Ошенков предложил Тищенко вернуться в Киев и хотя Маслов, собиравшийся в Москву, предлагал уехать с ним, Тищенко решил вернуться в «Динамо». Играя в Горьком, встретил свою будущую жену Людмилу, с которой прожил всю жизнь. В сезоне 1952 года стал серебряным призёром. В начале чемпионата 1954 года команда была среди лидеров, а Тищенко стабильно играл в стартовом составе. После игры 26 июня против аутсайдера горьковского «Торпедо» «Динамо» проиграло 1:3, показав откровенно слабую и безвольную игру. В коллективе начались разбирательства, взаимные обвинения и упрёки. Взыграло самолюбие и у Тищенко, так же резко высказавшего свою позицию. После этого он перестал попадать в состав и по окончании чемпионата, сдав свою квартиру в Киеве, покинул команду, вернувшись в Запорожье, где полсезона поиграв за «Металлург», принял решение завершить игровую карьеру, перейдя на тренерскую работу.

### Карьера тренера
С 1956 года работал в тренерском штабе запорожского «Металлурга», где курировал молодёжную команду, с которой в 1957 году выиграл юношеское первенство СССР. В 1960 году был назначен старшим тренером команды «Буревестник» (Мелитополь), дважды побеждал в областном первенстве и трижды был победителем областных кубковых соревнований. В 1960 году команда Тищенко стала первыми победителем всесоюзного студенческого первенства по футболу. Успешно выступив на республиканских соревнованиях среди команд коллективов физкультуры, в 1962 году «Буревестник» во всесоюзных соревнованиях команд КФК занял третье место. В том же году на чемпионате Европы среди студенческих команд сборную СССР представлял «Буревестник», старшим тренером был назначен Пётр Тищенко. Команда заняла третье место.
В 1963 году мелитопольская команда получила право играть в классе «Б» и заняла 4 место. В следующем сезоне клуб покинул ряд опытных игроков, команда заняла 14 место в своей зоне. После завершения чемпионата оставил свой пост и Тищенко. Через год он снова возглавил команду, которая уже выступала под названием «Спартак». Это был последний сезон мелитопольцев в соревнованиях среди команд мастеров, вскоре из-за проблем с финансированием, команда прекратила своё существование.
В 1966 году Тищенко вернулся в Запорожье, где почти пять сезонов работал в тренерском штабе «Металлурга». В 1970 году в качестве помощника старшего тренера Виктора Лукашенко был причастен к победе запорожской команды в зональном турнире второй группы класса «А». С 1971 по 1987 год работал тренером в СДЮШОР «Металлург» (Запорожье), где его воспитанники становились призёрами различных юношеских соревнований, а в 1977 году стали победителями первенства УССР.

## Образование
- Окончил Киевский институт физической культуры.

## Достижения

### Как игрока
- Серебряный призёр чемпионата СССР: 1952
- В списках «33 лучших футболистов сезона» в СССР: (№ 1 — 1952)

### Как тренера
- Бронзовый призёр чемпионата Европы среди студентов: 1962
- Чемпион СССР среди юношеских команд: 1957
- Победитель первенства СССР среди студенческих команд: 1960

## Награды
- Орден «Отечественной войны» 1 степени
- Орден «Отечественной войны» 2 степени (1985)[6]
- Медаль «За отвагу»
- Три медали «За боевые заслуги»
- Медаль «За освобождение Белграда»
- Медаль «За взятие Будапешта»